# Лесун, Виталий Николаевич
Виталий Николаевич Лесун (4 марта 1974) — белорусский футболист, нападающий и полузащитник.

## Биография
Дебютировал во взрослом футболе весной 1992 года, сыграв один матч за минское «Динамо», его команда стала победителем первого розыгрыша чемпионата Беларуси. Летом 1992 года перешёл в клуб «Беларусь» (вскоре переименован в «Динамо-93»), в сезоне 1992/93 провёл 13 матчей и стал бронзовым призёром высшей лиги, но затем потерял место в составе. Некоторое время числился в минской команде «Атака-Аура», но играл только за дубль. В 1996 году вернулся в «Динамо-93» и провёл два успешных для себя сезона в высшей лиге, забив за это время 17 голов, а в Кубке Беларуси 1996/97 стал финалистом. В 1998 году был в заявке российского клуба второго дивизиона «Кузбасс» (Кемерово), но ни разу не вышел на поле, затем провёл полсезона в минском «Торпедо».
Пропустив сезон 1999 года, в дальнейшем играл только за клубы низших лиг. В 2000 году с клубом «Лунинец» стал серебряным призёром первой лиги, а в 2001 году с жодинским «Торпедо» победил в этом турнире. В обоих этих клубах, также как ранее в «Атаке», играл под руководством Якова Шапиро. Затем выступал в первой лиге за «Гранит» (Микашевичи) и «Вертикаль» (Калинковичи). Последний сезон в профессиональной карьере провёл в 28-летнем возрасте за клуб второй лиги «Полоцк».
Всего в высшей лиге Беларуси сыграл 66 матчей и забил 22 гола.
Выступал за молодёжную сборную Беларуси.

## Достижения
- Бронзовый призёр чемпионата Беларуси: 1992/93
- Финалист Кубка Беларуси: 1996/97
- Победитель первой лиги Беларуси: 2001
- Серебряный призёр первой лиги Беларуси: 2000

## Личная жизнь
Брат Геннадий (род. 1966) тоже был футболистом, выступал за сборную Беларуси.
Есть сын Илья.